# Simon Zwiers
Simon Zwiers (Den Haag, 20 maart 1974) is een Nederlands (stem)acteur, contrabassist en zanger.

## Muziek
Simon Zwiers heeft een muzikale achtergrond en heeft als contrabassist en zanger in meerdere bandformaties gezeten, onder andere in The Groovecats en The Elmo’s. Voor recreatiepark Hemelrijk componeerde en arrangeerde hij de muziek en speelde hij alle instrumenten. Momenteel houdt hij zich voornamelijk bezig met musicals.

## Musical
- Urinetown de Musical van Joint Venture Productions – Agent Knuppel
- Pipo van Charles Aerts – Dikke Deur
- Sjakoo van Olbe – Frans Banninc Cocq en Dr. Tulp
- Man van La Mancha van Opus One – Gouverneur/Herbergier en bassist
- Pinokkio van Studio 100 – Circusdirecteur
- De Brief voor de Koning van Theater Terra – Acteur en contrabassist
- My Fair Lady van Joop van den Ende – Ensemble, understudy Alfred Doolittle, alternate Karpathy
- Muis van Theater Terra – Moes, de kat
- Kleine Ezel van Theater Terra – De Grote Boze Maraboe
- Kleine Ezel aan Zee van Theater Terra – Verschillende rollen
- Poep! van Het Blauwe Huis – De kleine mol die wilde weten wie er op zijn hoofd had gepoept
- Dolfje Weerwolfje Theater Terra – Opa Weerwolf
- Dik Trom – Pa Trom, Barry van Harry
- Flashdance – Harry/Joe
- Wickie de musical van Studio 100 – Alternate Halvar[1]
- Pinokkio de sprookjesmusical – Gepetto

## Toneel
- Getemd van Toneelgroep Rapalje
- Gebroeders van Toneelgroep Rapalje

## Televisie
- Pipo de Clown – Dikke Deur (2017–heden)
- Goede tijden, slechte tijden – Rattenverdelger in aflevering 6601 (2022)
- Sportlets – Taco Taff
- Onderweg naar morgen – Tino, bodyguard van Faber
- Medea – Vastgoedhandelaar

## Films
- New Kids Nitro – Hooligan uit Schijndel
- Spion van Oranje – Dubbel/Stand-in van Paul de Leeuw
- 06/05 – Ger Willems
- Both Ends Burning – Man in park
- Duska – Misdadiger

## Nasynchronisatie

### Films
- De drakenprins – Aaravos
- Pinocchio (animatiefilm uit 2022) – Benito Mussolini, Mussolini's rechterhand, zeekapitein
- Pinocchio (liveactionfilm uit 2022) – Stromboli
- Paws of Fury: The Legend of Hank - Chuck
- Muppets Haunted Mansion – Dr. Teeth, The Swedish Chef, Sweetums
- Luca – Uncle Ugo
- Soul – Maanwind
- Dumbo – Overige stemmen
- Incredibles 2 – De Ondermijner
- Zootropolis – Commissaris Bogo
- Big Hero 6 – Yama
- The Muppets – Behemoth
- Christopher Robin – Uil
- Pokémon 9: Pokémon Ranger en de Tempel van de Zee – Seph
- Ratchet & Clank – Captain Qwark
- Chicken Little – Coach
- Happy Feet – Zeeolifant
- Ant Bully – Vlieg
- Meet the Robinsons – Coach
- Appleseed: Ex Machina – Briareos
- The Nut Job 2 – Burgemeester Percival J. Muldoon
- LEGO Marvel Super Heroes: Maximum Overload – Wolverine
- LEGO Star Wars Zomervakantie – Darth Vader
- The Mitchells Vs. The Machines – Rick Mitchell
- Spirited Away – Chichiyaku en Akio (Netflix release)
- Don't Look Up – Kolonel Benedict Drask	(Netflix release)
- Gummi Beren (2019) - Koning Gregor
- Spider-Man: Across the Spider-Verse – Spider-Man Iron
- Elemental – Portier
- Once Upon a Studio – Stromboli
- Binnestebuiten 2 – Groot Duister Geheim, Fritz, Jake
- A Minecraft Movie - Steve

### Televisie
- A Kind of Magic – Gregore
- Amphibia – Burgemeester Paddestoel
- Everest van Discovery Channel – Voice-Over
- The Replacements – Meneer Winters
- Chowder – Gazpacho
- Dirk & Desiree van Hein de Kort – Alle stemmen
- Wayside – Meneer Van Gister
- Brandy & Mr.Whiskers – Ed de otter
- Winx Club – Acheron
- Iggy Arbuckle – Robeer en Robert
- Fantastic Four – Ben Grimm 'The Thing'
- Hulk and the Agents of S.M.A.S.H. – Wolverine en Galactus
- Ultimate Spider-Man – Wolverine, Taskmaster en Agent/Principal Phil Coulson
- Avengers Assemble – Galactus
- Hotel 13 – Lenny Bode
- Mao Mao: Helden met een Puur Hart – Mao Mao
- The Thundermans – Dark Mayhem
- Muppets Now – Zweedse Kok
- Star Wars Rebels – Darth Vader
- Star Wars: The Bad Batch – Keizer Palpatine / Darth Sidious
- Star Wars: Tales of the Jedi – Keizer Palpatine / Darth Sidious
- Star Wars: Visions - Geezer, Inquisitor
- Lego Monkie Kid – Pigsy
- Monsters at Work – Meneer Rotteham
- What If...? – Happy Hogan, Phil Coulson en The Collector
- Zootropolis+ – Commissaris Bogo
- Danger Force - Kistmonster
- Miraculous: Tales of Ladybug & Cat Noir - Tom Dupain
- Beyblade X: Bariki Jinnai
- Groen in de Grote stad - Bill

### Games
- Het Huis Anubis – Alle mannenstemmen
- Barbie – Showhost
- Resistance 2 – Sergeant Capelli
- Shrek Carnival – De Spiegel, 3 Biggen, Thelonius Monk
- Carnival – Smooth
- Skylanders-spellen - Eruptor
- Batman – Batman
- Disney Infinity spellen – Darth Vader
- Skylanders: Trap Team – Jawbreaker & The Gulper